# Ga công viên lớn Daegu
Ga công viên lớn Daegu là ga của Tàu điện ngầm Daegu tuyến 2 ở Yeonho-dong, Suseong-gu, Daegu, Hàn Quốc. Công viên lớn Daegu chưa mở cửa.

## Liên kết
- (tiếng Hàn) Trạm thông tin mạng Lưu trữ ngày 28 tháng 2 năm 2014 tại Wayback Machine từ Tổng công ty đường sắt cao tốc đô thị Daegu